# Artesanías y arte popular de Puebla

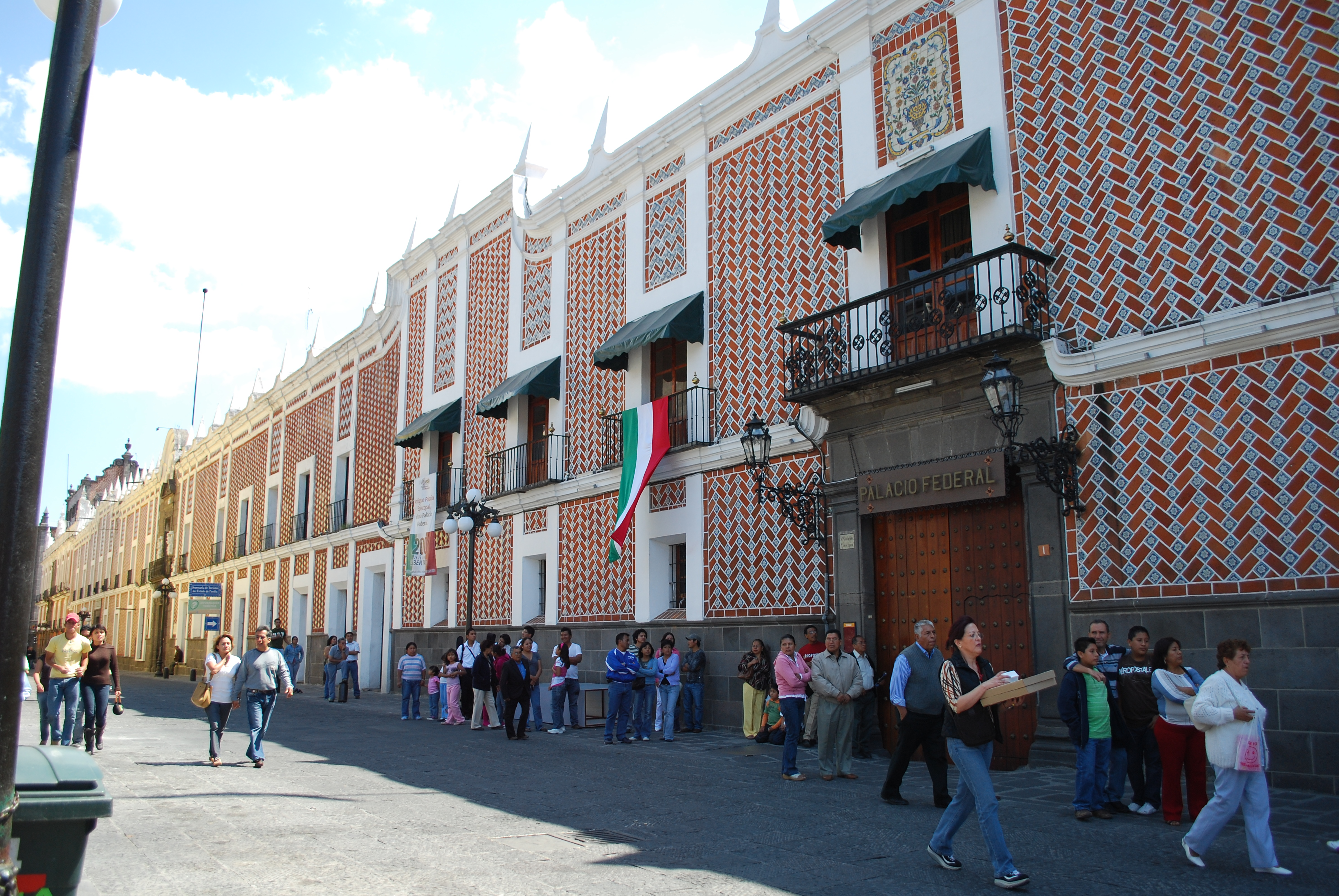
Edificios con azulejos de cerámica en Puebla.

Las artesanías y el arte popular de Puebla son originarios del estado mexicano de Puebla. La nave más conocida de Puebla es la cerámica de Talavera, que es la única de estilo mayólica producida continuamente en México desde que se introdujo en el período colonial temprano.
Otras tradiciones artesanales notables incluyen árboles de la vida de Izúcar de Matamoros y papel amate (corteza), realizados por el pequeño pueblo de San Pablito, en el norte del estado. El estado también hace adornos para árboles de Navidad en vidrio, textiles indígenas, relojes monumentales, cestas,y la sidra de manzana.

## Historia
Las tradicionales artesanías del estado son una mezcla de indígena y europeo. Estas tradiciones pueden ser vistas como dos tipos principales: las que conservan la mayor parte de su calidad indígena, y aquellas que se basan en gran medida en el diseño o técnica Europea. Los productos de origen indígena incluyen ciertas tradiciones de cerámica, textiles y la fabricación de papel (corteza) amate. Los estilos europeos incluyen cerámica de Talavera y vidrio.

## Cerámica

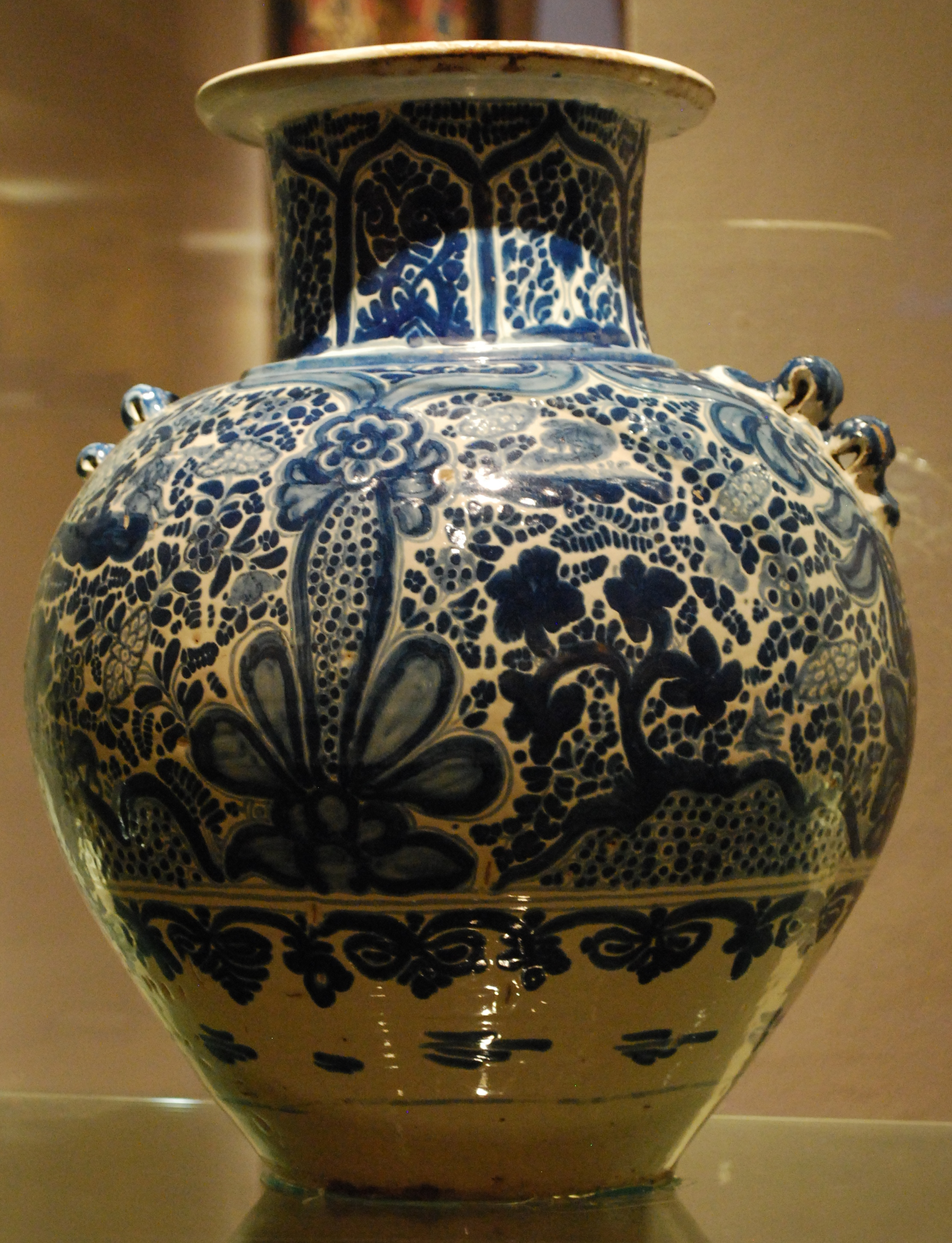
Pieza de Talavera del expuesta en el Museo Franz Mayer en Ciudad de México.

La bicocción, también llamada mayólica se introdujo a México desde España entre 1550 y 1585, y fue producida en varias áreas durante el período colonial. Sin embargo, sólo en Puebla ha se ha hecho de forma continua hasta el presente.
La cerámica más conocida de este tipo se llama Talavera poblana, llamada así por el fondo blanco de cerámica de Talavera de la Reina de España, que se trató de imitar. Al igual que este, la Talavera de Puebla se caracteriza por un fondo blanco, lo cual se logró con sales de estaño y elementos decorativos en su mayoría de color azul que utilizan sales de cobalto. Se ha utilizado para jarrones, porcelana, figuras esculpidas y baldosas. Blanco con azul sólo como decoración es el más tradicional, pero hay otros colores que se aceptan también. La decoración azul de Puebla Talavera es a la vez del este y el oeste. La cerámica vidriada fue inventada en Asia y llegó a México a través de Europa, especialmente España. Sin embargo, también existe influencia asiática directo en el trabajo a causa de las mercancías orientales que llegaron al país en el Galeón de Manila. El uso de Talavera poblana y otros azulejos también distingue a la arquitectura de Puebla, que se encuentran en las fachadas de los edificios más importantes en todo el estado.
Un número de otras comunidades tienen tradiciones de cerámica menos conocidas. El más conocido de ellos es el de Izúcar de Matamoros, cuyo producto principal es una obra esculpida tradicional llamado un árbol de la vida. Estos están claramente decoradas de los árboles más conocidos de Metepec, Estado de México. El experto en la más conocida de esta tradición es Alfonso Castillo Orta, quien ganó el Premio Nacional de Ciencias y Artes en la categoría de Artes y Ciencias Populares en 1996. La familia sigue haciendo los árboles y otras figuras como las de La Catrina, aquellos para los belenes, Frida Kahlo, y más. El trabajo de la familia Castillo ha ganado premios, tanto en México como en el extranjero, y se encuentran en colecciones notables como la de la familia real de España.
Algunos elementos de cerámica común incluyen grandes ollas y cazuelas utilizados para cocinar platos tradicionales como el arroz y el mole poblano. Estas piezas son de cristal en el interior, con el exterior decorado con negro y o pastillaje (pequeños trozos de arcilla, todo en diseños). La mayor parte de la cerámica se realiza en la ciudad de Puebla, sobre todo en el Barrio de la Luz. Este tipo de alfarería sigue siendo una ocupación viable debido a la creatividad y la organización de los artesanos que trabajan principalmente para hacer utensilios de cocina de gran tamaño. La producción puede ser altamente especializada entre los artesanos, ya que se dedican a diferentes aspectos del proceso tales como moldeo y cocción. La realización de estos utensilios sobrevive porque las técnicas de cocina tradicionales rurales aún sobreviven en muchas partes del estado, donde las comidas se preparan en ollas de barro con fuego de leña, sobre todo para las grandes festividades y celebraciones.
Estos también se realizan en el pueblo de Amozoc, al este de la ciudad de Puebla, donde ser un miembro de una familia de artesanos todavía lleva cierto prestigio. La ciudad tiene dos tipos de cerámica, utensilios de cocina, como ollas y dos tipos de animales decorativos y figuras humanas: los utilizados en conjuntos como para belenes, y cráneos en miniatura. Gran parte de los utensilios de cocina son grandes ollas y cazuelas para preparar mole poblano, a veces también se utiliza para el adobo, pipián, o tinga. Otros son para hacer arroz o frijoles. Las ollas incluyen aquellas para hacer atole y otras bebidas calientes, y para hacer piñatas tradicionales. El trabajo se divide por sexo y edad en las familias de artesanos, por lo general, dirigida por un hombre. La mayoría de las artesanías se venden a nivel local y en la región centro-oriental de México donde se encuentra Puebla.
Acatlán tradicionalmente hace juguetes de barro sin esmaltar. Sin embargo, el trabajo de la cerámica Herón Martínez en el siglo XX ha promovido la creación de grandes piezas esculpidas.

## Textiles
Puebla ha tenido una historia de la fabricación textil industrial, pero los hechos a mano siendo importante, sobre todo culturalmente. Los rebozos y quechquemitls son elementos importantes en el vestido tradicional indígena. Una tradición en particular es la elaboración de rebozos de lana negro, ricamente decorados con diseños de animales y de flores multicolores que son anteriores a la conquista. Estos originalmente tenían un significado religioso, pero en la mayoría de los casos se ha perdido ese significado.
Acaxochitlan es una comunidad nahua tradicional conocida por sus textiles. Ellos venden diversos tipos de prendas de vestir, sobre todo en la autopista cercana. Algunos productos están hechos en telares, y la mayoría son bordados. Estas prendas son distintivos de la comunidad, a menudo con los pájaros multicolores y figuras mitológicas. Los fabricantes también decoran las prendas con pequeñas perlas.

## Amate

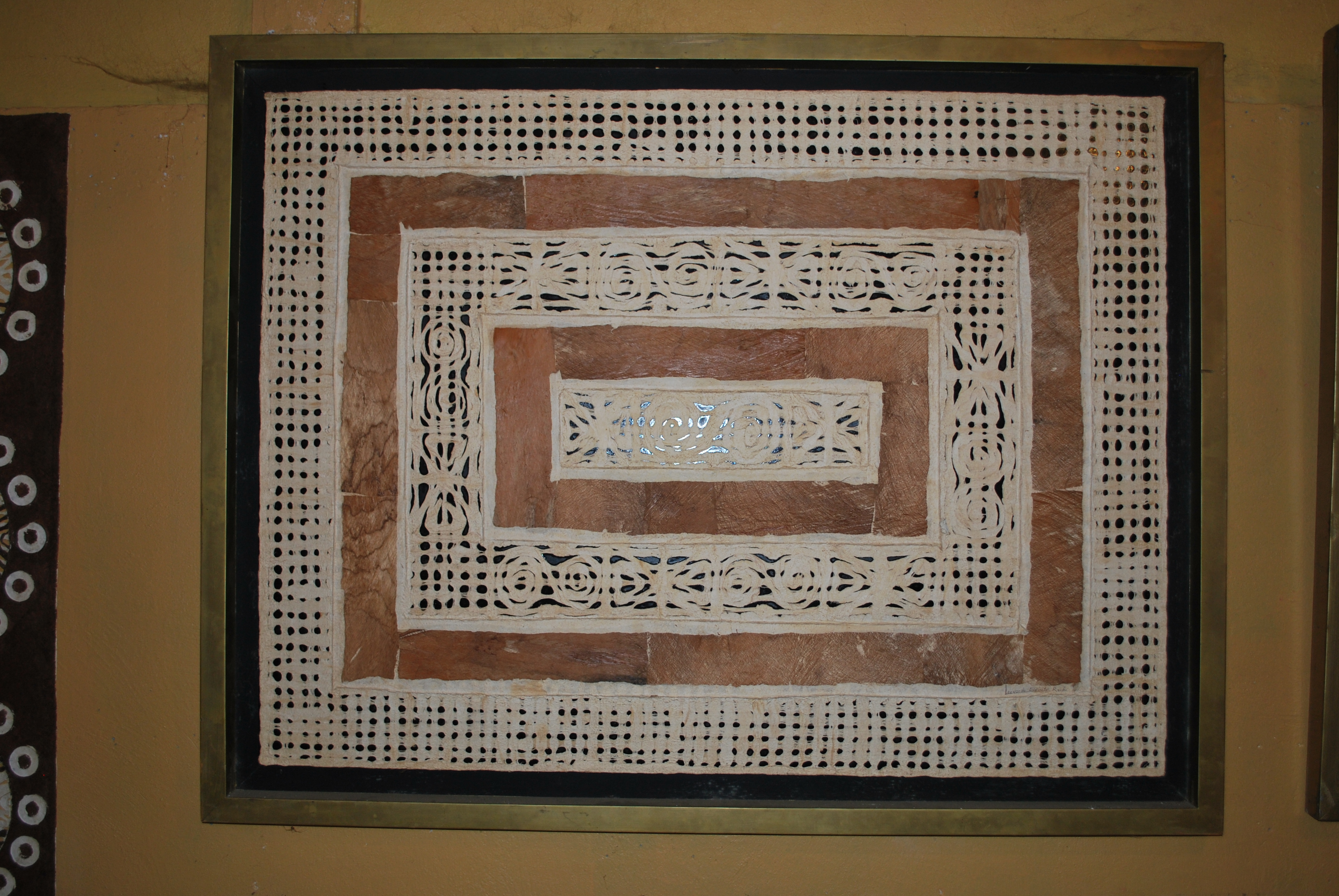
Papel amate en San Pablito.

El Papel amate se hace en el pequeño pueblo de San Pablito, Pahuatlán, en la Sierra Norte de Puebla. Las fechas de papel desde la época prehispánica, cuando los aztecas lo utilizaron para códices y rituales. La fabricación del papel sobrevivió en esta área remota con fines rituales, haciendo figuras recortadas. El uso tradicional más importante de este trabajo fue la confección de figuras recortables para ceremonias religiosas y mágicas. Hoy en día, se hace más para la venta a otros artesanos indígenas que lo utilizan para pintar imágenes en Amayaltepec, San Agustín de las Flores, y varias comunidades en el estado de Guerrero. La ciudad tiene menos de cinco mil habitantes, pero es el principal productor de papel amate en el país. Se hace en talleres familiares, donde la fibra de la corteza se machaca a diario.
Los productos químicos utilizados en la fabricación del papel está causando problemas ambientales, como la contaminación en el cercano río Cazones. Ha causado un agotamiento de los árboles necesarios para proporcionar la corteza.

## Vidrio
El trabajo del vidrio en México comenzó en Puebla con el primer horno de vidrio documentado en 1542, antes de extenderse a otras áreas como la Ciudad de México y Guadalajara. Inicialmente, la producción fue de recipientes utilitarios. La producción en Puebla en su mayoría consistió en vidrio prensado, de la que poco queda. Una amplia variedad de vasos y contenedores comerciales se hicieron, sobre todo los de pulque. Sin embargo, todo esto ha desaparecido debido a la competencia a partir de vidrio industrial, así como la disminución en el consumo de pulque.
La mayor producción de vidrio artesanal es vidrio soplado, con un poco de vidrio prensado que se utiliza para hacer miniaturas. Un producto de vidrio notable son esferas de vidrio para decorar árboles de Navidad. La comunidad más conocida de esto es Chignahuapan, un pequeño pueblo en la región de la Sierra Norte, rodeado de pinos. La nave se estableció aquí cuando Rafael Méndez de Tlalpujahua, Michoacán, se instaló en 1970. Hoy en día, este taller emplea a unas 100 personas. Las esferas son de vidrio soplado recubierto en su interior con el nitrato de plata, y luego pintadas a mano en la parte exterior. Hay pequeñas esferas que se venden como pendientes. Pintores expertos pueden hacer miles esferas al día, dependiendo del diseño utilizado. Mientras las esferas pintadas dominan, también se hacen otros adornos para árboles de Navidad, como el vidrio en otras formas (por ejemplo, piñatas, frutas, y figuras humanas).
La ciudad cuenta con alrededor de 450 talleres familiares y seis pequeñas fábricas,  que hacen de la comunidad el productor número uno de adornos de Navidad en el país.  La ciudad tiene una feria anual dedicada a la nave de finales de octubre a principios de noviembre. La feria atrae a visitantes de México y del extranjero, sobre todo de los Estados Unidos y España, y los hombres de negocios interesados en la exportación. Algunos artesanos hacen diferentes diseños para la exhibición durante todo el año, para otras temporadas, para eventos sociales y, como bisutería personalizada. Uno de los diseños más nuevos son esferas transparentes llenas de plumas, o notas con palabras como "amor" y "paz.”
En el pueblo hay alrededor de 200 talleres que se han creado a partir de las generosas enseñanzas de don Rafael Méndez Núñez, dueño del primer centro esferero de Chignahuapan. Proceso de producción Almacenamiento En este lugar se guarda el producto que va a ser transformado y necesario para realizar el producto después de ser entregados por los proveedores .
Existe un encargado de almacén de materia prima Proceso de producción de las esferas Globeo En esta área llega el vidrio neutro para ser transformado en esferas redondas o de figuras (vidrio soplado) .
Este proceso de transformación se realiza con ayuda de un soplete y una varilla de vidrio colocados en una mesa acondicionada. La varilla gira alrededor del fuego manipulada por las manos del artesano hasta lograr separar un trozo de vidrio llamado bulbo, el cual es otra vez calentado por el fuego para después ser soplado con la boca dando forma al vidrio según el aire que sea expulsado este proceso es donde recae parte del valor artesanal En relación con el tamaño de la esfera disponen de un alambre doblado en forma circular el cual funciona como base para estandizar el tamaño de la esfera. Metalizado Antiguamente se plateaban las esferas es decir se le daba brillo de manera manual mediante un proceso químico el cual consistía en sumergir las esferas de cristal en un compuesto conformado por nitrato de plata, amoniaco y ácido sulfúrico hasta que adquirían un color plateado, pero es un proceso lento y costoso Por lo que la empresa adquirió la máquina de metalizado la cual proporciona rapidez calidad y menor costo
Es la única fase que se hace con ayuda de maquinaria la cual consiste en ensartar las esferas en tubos de metal acondicionados para colocarlas de manera masiva en unos artefactos llamados arañas. Que serán colocados en una base más grande también de forma circular una tras de otra y ser introducidas a la maquinaria
Pasaran 12 min antes de estar listas Pintura. El lugar asignado para esta tarea cuenta con mesas a la altura de las manos acondicionadas para contener aserrín con una profundidad de 15 cm
En esta fase se pintan las esferas una por una sumergiéndolas en recipientes que contienen la pintura preparada. A continuación se entierra el excedente que es como una varita dentro del acerrin para su secado y escurrido, posteriormente se colocan en cajas y se envía al siguiente proceso En la decoración de la esfera con diversos diseños para lo cual se utiliza solventes, anilinas, pintura, pinceles, diamantina y pegamento.
El área de decoración por su naturaleza artesanal presenta problemas para estadiza el producto. Cada esfera es elaborada una por una por lo cual ninguna será igual a pesar de su similitud Decoración. El punto crítico radica en cuando el mismo diseño es elaborado por varias personas las cuales no poseen la misma técnica Corte excedente 6 En esta fase se corta con un esmeril el excedente del vidrio (la varita de la esfera); esto se realiza en la misma mesa que son pintadas y se colocan en una caja para ser trasladadas al siguiente departamento. Capuchón 7 Consiste en colocar a las esferas un casquillo o capuchón circular con un alambre en la punta de forma oblicua y sirve para que la esfera pueda ser colocada en los árboles navideños o cualquier otro lugar. vestido 8 Esta etapa no siempre se ejecuta, sirve solamente para dar toque final a las esferas se llama área de vestir porque es la función que realiza.
Aquí una figura de santa Claus adquiere una barba de algodón, un hombre de nieve adquiere un sombrero.
Esto es usado o no según el diseño Empaque 9 Aquí se encuentra el filtro de calidad del producto.
Una trabajadora asignada forma las cajas e introduce la base plástica dentro para después colocar las esferas navideñas determinadas. Esta actividad es una de las principales que generan la economía del municipio y que atrae a cientos de turistas cada año entre los meses de agosto a diciembre.
Cada año en la semana del 2 de noviembre se celebra la feria nacional del árbol y la esfera Turismo Gran parte de la economía de Chignahuapan gira en torno a la elaboración de más de 70 millones de esferas anuales que son comercializadas en México, Estados Unidos y Centroamérica. Los artesanos cotizan sus productos de los 50 hasta los 200 pesos, monto que es pagado por clientes nacionales e internacionales.
Para Chignahuapan, la Navidad representa un negocio de todo el año y casi todos sus ingresos, la producción de esferas para su venta nacional y exportación, es una de las principales actividades económicas de esta ciudad. Adornan Vaticano Las esferas de Chignahuapan adornaron la Capilla de Guadalupe en el Vaticano. En el año 2010 y 2011, algunos de los adornos navideños que adornaron la sede de Papa Benedicto XVI salieron de este municipio.

## Otras artesanías

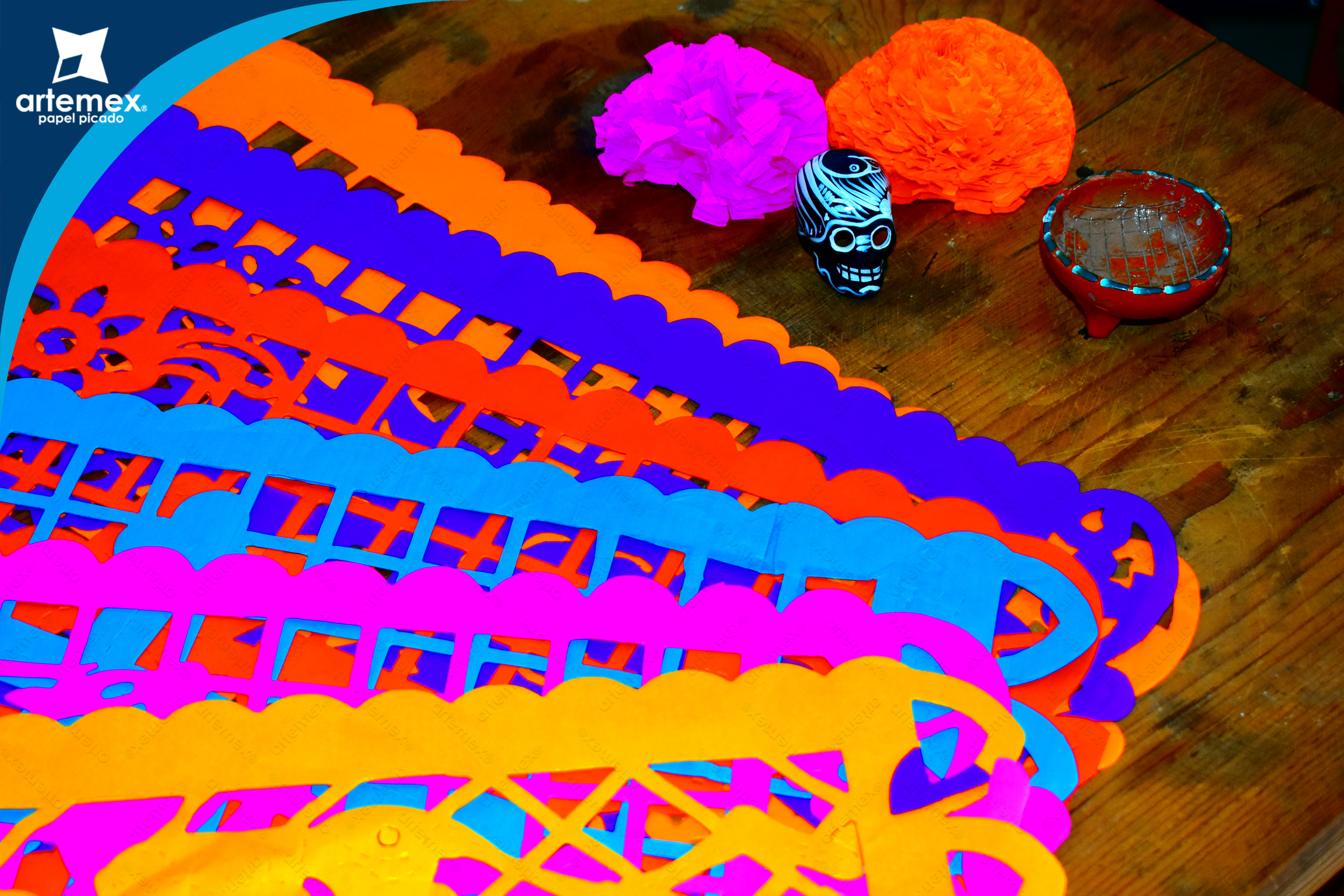
Artemex papel picado

Hay artesanías relacionadas con la decoración ancestral como la de la tradicional ofrenda de día de muertos, elaboradas con técnicas ancestrales y que han sobrevivido al paso del tiempo de generación en generación.
San Salvador Huixcolotla es el lugar que mundialmente se le conoce como cuna del papel picado y que en 1992 fue declarado como patrimonio del estado de Puebla. El papel picado que conserva la tradición milenaria del calado a mano lo encuentras en Artemex papel picado, una empresa que rescata los valores de esta artesanía y que contribuye a la economía familiar de los artesanos de San Salvador Huixcolotla, en donde calidad y dedicación se conjugan para resaltar las bellezas mexicanas y que además te permite personalizar en colores, diseños, nombres, fechas y mucho más, en esta casa artesanal podrás conocer la técnica del pintado de papel china, disfrutar de obras de arte realizadas en el papel picado y disfrutar de antojitos típicos de la región que a solo unos metros podrás degustar en su mercado municipal.

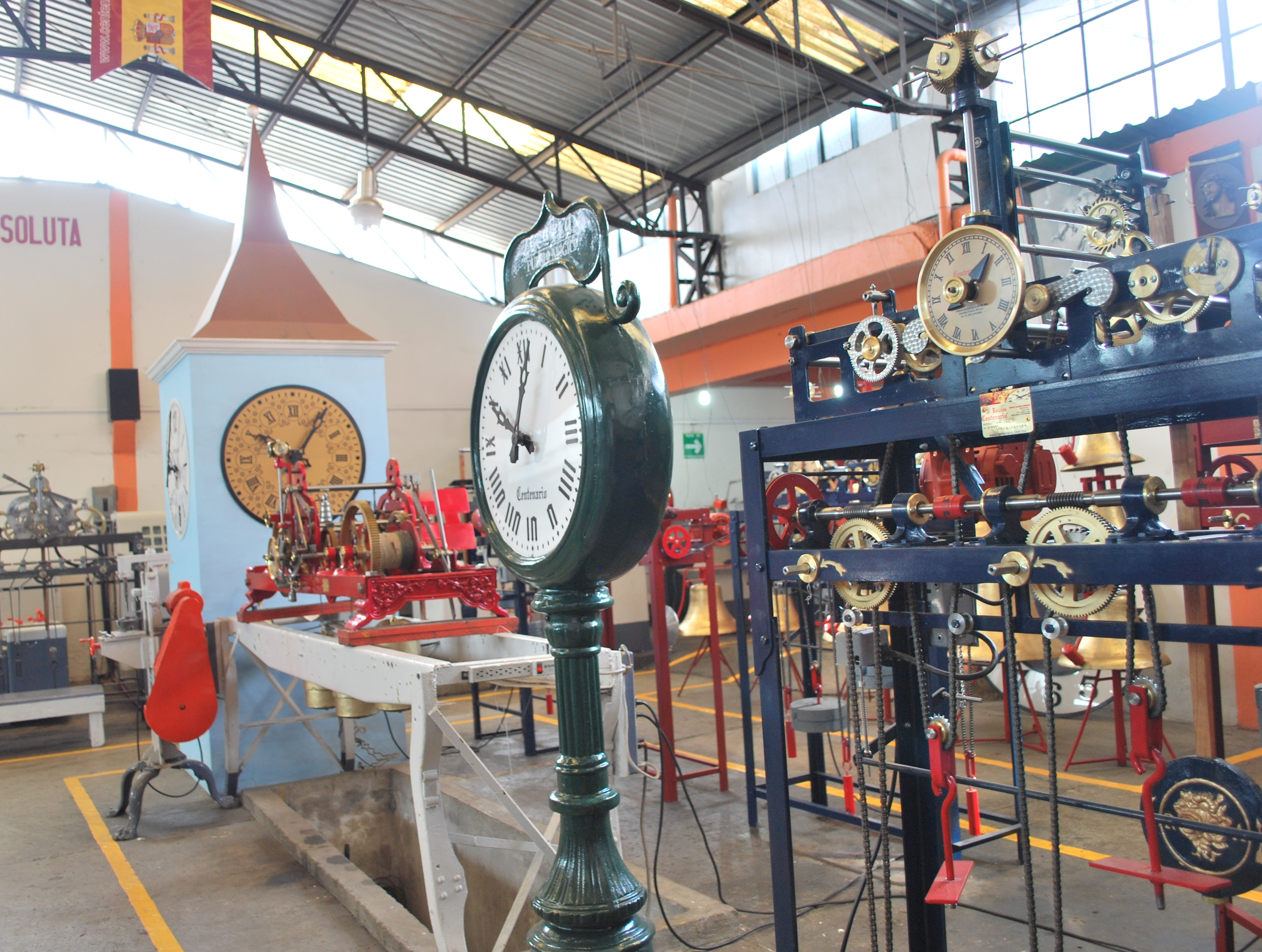
Interior de la fábrica de relojes Centenario en Zacatlán.

Otras artesanías están relacionadas con la construcción, tales como la explotación de canteras de piedra y de hierro forjado para edificios coloniales. Onyx es una piedra comúnmente trabajada, no sólo para la construcción, sino también para la fabricación de objetos decorativos como cuadros, lámparas, soportes de libros y mesas. Otros objetos hechos con este material incluyen vasos y joyas.
En Zacatlán se encuentra Relojes Centenario, una pequeña fábrica de relojes monumentales y artísticos, en la cual se hace cada pieza a la orden. La fábrica tiene su origen en el momento en el que Alberto Olvera Hernández comenzó a construir en el taller de carpintería de su padre, que se encuentra fuera de la ciudad, incluso a hacer sus propias herramientas. Después de hacer varios como entretenimiento, abrió un taller en la ciudad, que se convirtió en el primero de su tipo en Iberoamérica. Hoy Centenario es conocido por hacer relojes monumentales para torres, iglesias, edificios públicos y relojes "flor". Estos relojes se pueden encontrar en la mayor parte de México y algunos, también en el extranjero. El negocio sigue siendo propiedad de la familia, con unos cincuenta empleados.
Amozoc se caracteriza por el trabajo del hierro de plata con incrustaciones, que es casi enteramente dedicada a la producción de engranajes para charros como espuelas, estribos, botones para trajes de charro, y culatas de pistola. Mientras charro como una profesión de trabajo ha disminuido, las asociaciones de charros y concursos continúan como una actividad cultural.
Santa María Chigmecatitlán es una comunidad mixteca en el sur de Puebla que se destaca por su cestería, especialmente la fabricación de figuras en miniatura con hojas de palma. Mientras que la ciudad ha tejido de palma durante muchos años, sólo después de 1965 lo hicieron pues las miniaturas se volvieron populares, sobre todo debido a la demanda de los turistas y vendedores de artesanías. [1] Acaxochitlan es también conocida por la cestería, haciendo revestimientos para el suelo, petates y otros tipos de esteras.
La Sidra de manzana en México es en su mayoría para las fiestas de Navidad y Año Nuevo. En general, es dulce, alcohólica, y carbonatada. La variedad más famosa se hace en y alrededor de la ciudad de Huejotzingo, que acoge una feria anual de la sidra y artesanías. Se elabora con manzanas cultivadas localmente y viene en dos variedades: rosa (mezclado con vino tinto) y natural. Se vende en varios lugares del país. Sidra y frutas vinos se hacen comúnmente en las pequeñas empresas en el norte del estado, en comunidades como Acaxochitlan, lo que hace un vino de una fruta local llamado acachul. La empresa de sidra de la Copa de Oro en Huejotzingo alberga un museo dedicado a la elaboración de sidra en Puebla, sobre todo a la historia de la empresa, con fotografías, documentos y recuerdos.